# Quilandy
Quilandy là một thành phố và khu đô thị của quận Kozhikode thuộc bang Kerala, Ấn Độ.

## Nhân khẩu
Theo điều tra dân số năm 2001 của Ấn Độ, Quilandy có dân số 68.970 người. Phái nam chiếm 48% tổng số dân và phái nữ chiếm 52%. Quilandy có tỷ lệ 83% biết đọc biết viết, cao hơn tỷ lệ trung bình toàn quốc là 59,5%: tỷ lệ cho phái nam là 86%, và tỷ lệ cho phái nữ là 80%. Tại Quilandy, 10% dân số nhỏ hơn 6 tuổi.